# Samuel Linde

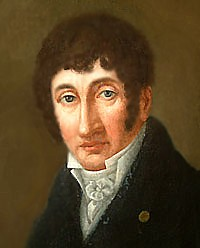
Samuel Linde

Samuel Gottlieb Linde (auch  Samuel Bogumił Linde, eine spätere polnische Übersetzung) (* 20. April 1771 in Thorn; † 8. August 1847 in Warschau) war ein Pädagoge, Sprachwissenschaftler und Bibliothekar, der insbesondere für seine Beiträge zur Lexikografie des Polnischen bekannt wurde.

## Leben
Linde war der Sohn des um 1749 aus Kulla in der schwedischen Provinz Dalekarlien zugewanderten Johann Jakobsen Lindt, der in Thorn Schlossermeister und Stadtrat wurde, und der Steinmetz-Tochter Anna Barbara Langenhan aus Coburg. Ein älterer Bruder war Johann Wilhelm Linde (1760–1840), Pfarrer und Schulinspektor in Danzig.
Linde studierte Jura, Philologie und Theologie an der Universität Leipzig. Nach dem Tode des vorherigen Lektors lehrte Linde dort polnische Sprache und Literatur, obwohl er sich erst in der Sprache ausbilden musste. Dabei waren ihm etliche Polen, die in Leipzig sowie Dresden wohnten, behilflich. Es folgten unter anderem wissenschaftliche Tätigkeiten in Warschau und Wien.
Samuel Gottlieb Linde arbeitete als Gräflich Ossolinskischer Bibliothekar in der Ossolinskischen Bibliothek. Anschließend wurde er als Rektor des Königlich-Preußischen Lyzäum zu Warschau und Bibliothekar nach Warschau berufen. 1807 veröffentlichte Linde trotz der Napoleonischen Kriegszustände das Wörterbuch, an dem er viele Jahre mit mehreren Polen zusammen gearbeitet hatte. Das Polnische Wörterbuch, Polnisch-Deutsch, Deutsch-Polnisch, der Słownik języka polskiego, das erste wissenschaftliche Wörterbuch der polnischen Sprache, gilt als sein Hauptwerk. Er ging sechs Jahre lang durch Galizien bis an die Moldau auf Reisen und sammelte Material und Bücher für das sehr ausführliche Werk, in dem polnische und andere slawische Grammatik und Redeweisen und Fachausdrücke behandelt sind. Seit 1812 war er korrespondierendes Mitglied der Königlich Preußischen Akademie der Wissenschaften und seit 1840 der Russischen Akademie der Wissenschaften in Sankt Petersburg.
Zur Zeit der Kurfürsten von Sachsen als Könige von Polen (Sachsen-Polen, seit 1697) kamen deutsche Architekten und Bauherren wie Joachim Daniel von Jauch und Ephraim Schröger mit ihren Familien nach Warschau. Andere Deutsche aus Westpreußen kamen ebenfalls nach Warschau, das von 1795 bis 1807 Teil von Neuostpreußen war.
Linde selbst war evangelisch und war behilflich bei der Einrichtung einer evangelischen Kirche für die Gemeinde von 8000 Deutschen in Warschau. Diese war auch von den russischen Zaren genehmigt worden, als diese Warschau nach den Napoleonischen Kriegen beherrschten. Linde ist auf dem Evangelischen Friedhof der Deutschen Gemeinde Augsburger Konfession in Warschau begraben.
Linde war Mitglied von Akademien der Wissenschaften sowie wissenschaftlicher Gesellschaften in Berlin, Königsberg, Paris, Wilna, St. Petersburg, Krakau, Kasan.
Ihm zu Ehren stifteten die Partnerstädte Göttingen und Thorn den Samuel-Bogumil-Linde-Preis.

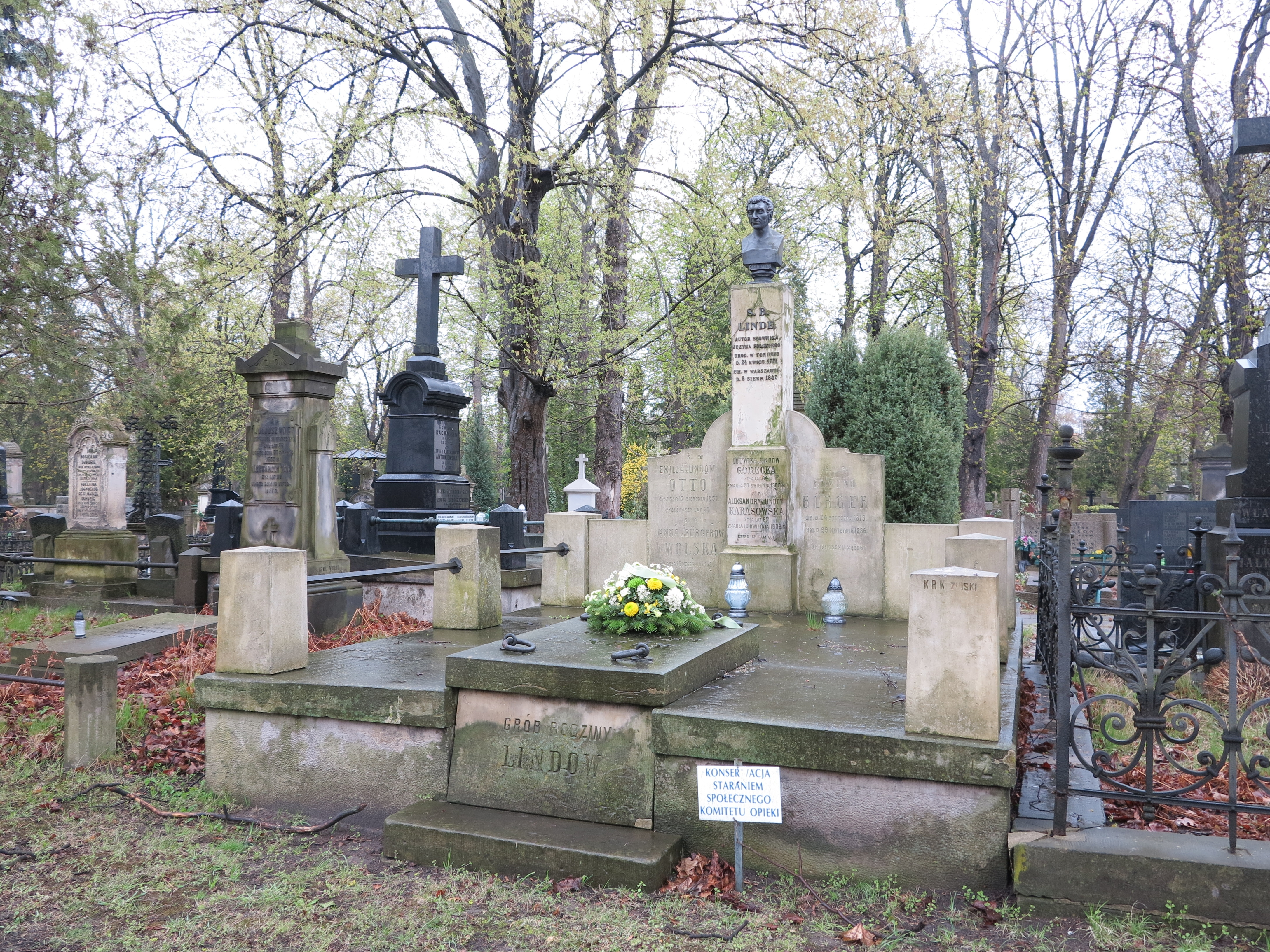
Grab der Familie Linde auf dem ev.- augsburgischen Friedhof in Warschau. Die Büste auf der Mittelsäule stellt Bogumil Linde dar. Foto April 2025

## Familie
Linde war zweimal verheiratet:
- Ludwika Bürger (1786–1823), Tochter einer Warschauer Händlers.
- Ludwika Aleksandra Nussbaum (* 1800; † 5. September 1836), eine gebürtige Schweizerin und Freundin von Frédéric Chopin, der ihr sein 1825 entstandenes Rondeau c-Moll op. 1 widmete.

Von den Kindern der Familie ist Aleksandra Józefa Tekla Linde (1831–1896) hervorzuheben, die spätere Frau von Maurycy Karasowski (1823–1892), dem Verfasser der ersten Chopin-Monographie (1862). Die Tochter Emilie Isabella Marie Linde († 1857) heiratete 1850 den Theologen Leopold Otto.

## Veröffentlichungen
- Słownik języka polskiego. Druk. Zakładu Ossolińskich, Lwow 1854–1860. (Band 1), (Band 2), (Band 3), (Band 4), (Band 5), (Band 6)
- De solatiis adversus mortis horrores in Platone et Novo Testamento obuiis commentatio. (Resp. Christian Weise) Klaubarth, Leipzig 1792. (Digitalisat)
- Vincent Kadlubek, ein historisch-kritischer Beytrag, Joseph Maximilian Ossolinski u Samuel Gottlieb Linde, Warschau 1822

Übersetzungen aus der polnischen Sprache
- Joseph Mikoscha: Reise eines Polen durch die Moldau nach der Türkey. Leipzig: Crusius, 1793
- Franciszek Ksawery Dmochowski / Hugo Kołłątaj / Ignacy Potocki: Vom Entstehen und Untergange der Polnischen Konstitution vom 3ten May 1791. Lemberg / Leipzig: Fleischer, 1793 (Digitalisat: Teil 1, Teil 2)